# Kurt Hahn
Kurt Hahn (ur. 5 czerwca 1886 w Berlinie, zm. 14 grudnia 1974 w Salem w Badenii) – niemiecki pedagog pochodzenia żydowskiego, prekursor kierunku „Erlebnispädagogik”.

## Życiorys
Był szwagrem matematyka Kurta Hensela, przyjacielem i współpracownikiem kanclerza księcia Maxa von Badena. Od 1914 do 1919 pracował w niemieckim MSZ. W 1920 założył z Maxem von Badenem szkołę z internatem na terenie dawnego opactwa cystersów w badeńskim Salem. W 1933 został aresztowany przez nazistów. Zwolniony po interwencji angielskiego rządu i rodziny von Baden. Wyemigrował do Szkocji, gdzie w Gordonstoun założył „British Salem School”.
Po wojnie pomagał w założeniu fundacji Louisenlund. W latach 50. i 60. wystąpił z projektem utworzenia sieci międzynarodowych szkół („United World Colleges”). Wraz z księciem Filipem (absolwentem Gordonstoun) ustanowił nagrodę „Duke of Edinburgh’s Award”. W 1958 opublikował Erziehung und Verantwortung (Wychowanie i odpowiedzialność).
System pedagogiczny Hahna łączył twórczą edukację z wychowaniem. Szkoła miała wykorzystywać zainteresowania uczniów, ich hobby i pasje. Powinna wykraczać poza encyklopedyczny program. Oferować uczniom możliwości zdobywania przydatnych wiadomości i praktycznych umiejętności. Zadaniem wychowawcy była pomoc wychowankowi w odkryciu swojego talentu. Duży nacisk kładziono więc na zajęcia aktywizujące (obozy, wycieczki itp.). Wychowanie pojmował jako towarzyszenie dziecku i wspieranie jego rozwoju. Podkreślał konieczność poszanowania i kształtowania samodzielności uczniów.
Hahn ułożył dekalog szkoły Salem, w którym napisał między innymi:
- Daj dzieciom okazję odkryć samych siebie.
- Pozwól dzieciom przeżyć triumf i klęskę.
- Ćwicz fantazję.